# Szajtł

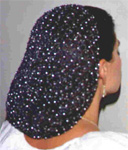
Szajtł

Szajtł (jidysz od niemieckiego Scheitel – czubek głowy) – peruka noszona przez ortodoksyjne zamężne Żydówki na ogolonej głowie. Zaczęła być stosowana w średniowieczu, jako ozdoba, w XVIII w. stała się powszechna w kręgach ortodoksji. Zwyczaj ten występował jedynie wśród Żydów aszkenazyjskich. Wywodzony jest z Księgi Liczb 5,18. Prawo religijne zakazywało Żydom modlitwy w obecności kobiety, której włosy pozostają odkryte. Początkowo jednak wystarczało przykrywanie włosów szalem lub chustą. Obecnie mężatki golą głowy tylko w środowiskach ultraortodoksyjnych. Przykrywają je chustami.